# Marçal Cervera
Marçal Cervera (* 26. Juli 1928 in Santiago de Cuba; † 20. September 2019 in Begur, Spanien) war ein katalanischer Cellist, Gambist und Musikpädagoge.

## Leben und Werk
Marçal Cervera wurde 1928 in Santiago de Cuba in eine katalanische Schauspielerfamilie auf Tournee hinein geboren. Als Marçal drei Jahre alt war, kehrte die Familie nach Katalonien zurück. Er studierte in Barcelona bei Lluís Millet i Farga und Joan Massià und vervollkommnete seine Ausbildung in Italien bei Gaspar Cassadó und in Paris bei Paul Tortelier.
Er war dann Mitglied des Collegium Musicum Zürich unter Paul Sacher und des Musikkollegiums Winterthur sowie Solocellist des Orchestre de Chambre de Lausanne. Seit 1963 trat er als Solocellist und Mitglied kammermusikalischer Ensembles weltweit auf: u. a. in Europa, Kanada und Mexiko, Südafrika, dem Mittleren Osten und Südkorea, und spielte Rundfunk- und Plattenaufnahmen ein, darunter die Cellosonaten von Bach mit Rafael Puyana Michelsen. In den 1990er-Jahren kehrte er nach Katalonien zurück. Seit 1999 war er neben Michel Wagemans, Joaquín Palomares und Paul Cortese Mitglied des Beethoven Piano Quartets.
Daneben unterrichtete Cervera seit den 1970er Jahren zwanzig Jahre lang an den Musikhochschulen Köln, Freiburg im Breisgau und Lausanne.
Seine Schwester ist die Violinistin Montserrat Cervera.